# Çamyatağı, Havza
Çamyatağı là một xã thuộc huyện Havza, tỉnh Samsun, Thổ Nhĩ Kỳ. Dân số thời điểm năm 2010 là 588 người.